# Luiz Bolognesi
Luiz Bolognesi (São Paulo,  14 de janeiro de 1966) é um roteirista, produtor e diretor de cinema brasileiro. Formado em jornalismo pela PUC São Paulo, Luiz Bolognesi foi redator do jornal Folha de S. Paulo e da Rede Globo. Ele ganhou vários prêmios pelo seu roteiro de Bicho de Sete Cabeças (2001), dirigido por Laís Bodanzky, no Grande Prêmio Cinema Brasil, Recife Cinema Festival e Troféu APCA.  Dirigiu e co-roteirizou (com Davi Kopenawa) A Última Floresta, sobre o povo yanomami, que recebeu o prêmio de Melhor Filme na competição oficial do Seoul Eco Film Festival, e o prêmio do público como Melhor Filme da Mostra Panorama do Festival de Cinema de Berlim.

## Filmografia

### Curta-metragem
| Ano  | Filme            | Creditado como | Creditado como | Creditado como |
| Ano  | Filme            | Diretor        | Produtor       | Roteirista     |
| ---- | ---------------- | -------------- | -------------- | -------------- |
| 1996 | Pedro e o Senhor | Sim            | Sim            | Sim            |

### Longa-metragens
| Ano  | Filme                        | Creditado como | Creditado como | Creditado como |
| Ano  | Filme                        | Diretor        | Produtor       | Roteirista     |
| ---- | ---------------------------- | -------------- | -------------- | -------------- |
| 2001 | Bicho de Sete Cabeças        |                | Sim            | Sim            |
| 2007 | Querô                        |                | Sim            | Sim            |
| 2007 | Chega de Saudade             |                | Sim            | Sim            |
| 2008 | Birdwatchers                 |                |                | Sim            |
| 2010 | As Melhores Coisas do Mundo  |                |                | Sim            |
| 2013 | Uma História de Amor e Fúria | Sim            | Sim            | Sim            |
| 2016 | Elis                         |                |                | Sim            |
| 2017 | Bingo: O Rei das Manhãs      |                |                | Sim            |
| 2018 | Turma da Mônica: Laços       |                |                | Sim            |
| 2021 | A Última Floresta            | Sim            |                | Sim            |
| 2022 | Perlimps                     |                | Sim            |                |